# Елладська цивілізація
Елладська цивілізація — сучасний археологічний термін, що позначає низку історичних періодів бронзової доби на території материкової Греції, включаючи виникнення крито-мікенської цивілізації. У працях античних істориків і поетів елладський період зазвичай асоціюється із догрецькими мешканцями Егейського регіону, частіше із пеласгами, рідше згадуються й інші народи (мінійці, кавкони, лелеги та ін.). Одночасно з елладською цивілізацією на Криті існувала мінойська цивілізація, а на Кікладах — кікладська цивілізація. Пізнім етапом розвитку всіх трьох зазначених цивілізацій була мікенська цивілізація, при чому її об'єднуючим елементом стали греки, що прийшли на Балкани та Егеїду близько 16 століття до н. е.
Датування елладської культури значною мірою прив'язане до розвитку типів кераміки, яка може ділитися, зі свого боку, на «ранню», «середню» та «пізню» кераміку конкретного стилю або місця походження. У ряді випадків на додаток до відносного датування (за стилями кераміки) використовувалися і методи абсолютного датування, однак система хронології елладської цивілізації склалася ще до відкриття методу радіовуглецевого датування. На периферії Середземного моря кераміка могла імітувати елладську, мінойську або кікладську, однак відноситись до пізнішого хронологічного періоду.

## Періодизація
На початку 20 століття Карл Блеген запропонував тричленну періодизацію елладської культури (за аналогією із періодизацію мінойської цивілізації, яку запропонував Артур Еванс). Дана схема періодизації неодноразово піддавалася критиці, оскільки хронологічна прив'язка кожного з періодів у різних археологів може коливатися з точністю до 150-200 років, при цьому границі періодів не завжди зрозумілі.
У 1950-ті роки Колін Ренфрю запропонував періодизацію ранньоелладської доби за «типовою» для кожного періоду культурою: Евтресіс, Кораку, Лефканді, Тиринф та ін. Дещо пізніше Олівер Дікінсон та Джон Каскі запропонували періодизацію середньоелладської доби за типами мінійської кераміки. Дана класифікація також небезперечна, оскільки послідовність культур не є лінійною, деякі культури або типи кераміки є вузькорегіональними і не мають аналогів в інших частинах Греції. У наш час[коли?] більшість археологів використовують паралельно періодизацію Блегена, Ренфрю, Дікінсона та Каскі.
Уточнення датування є можливим і триває донині, у низці місць елладські артефакти співіснують із артефактами мінойської, кікладської, малоазійських культур.
| Періоди за Блегеном    | Датування за Блегеном | Культури за Ренфрю, кераміка за Дікінсоном |
| ---------------------- | --------------------- | ------------------------------------------ |
| Ранньоелладський І     | 2800—2500 до н. е.    | Евтресіс                                   |
| Ранньоелладський ІІ    | 2500—2300 до н. е.    | Кораку, локально — Лефканді                |
| Ранньоелладський ІІІ   | 2300—2100 до н. е.    | Тиринф                                     |
| Середньоелладський І   | 2100—… до н. е.       | Мінійська кераміка                         |
| Середньоелладський ІІ  | … до н. е.            | Мінійська кераміка                         |
| Середньоелладський ІІІ | …—1550 до н. е.       | Мінійська кераміка                         |
| Пізньоелладський І     | 1550—1500 до н. е.    | Шахтові гробниці                           |
| Пізньоелладський ІІ    | 1500—1400 до н. е.    | Мікенська культура                         |
| Пізньоелладський ІІІ   | 1400—1060 до н. е.    | Мікенська культура                         |

## Ранньоелладська доба (EH)

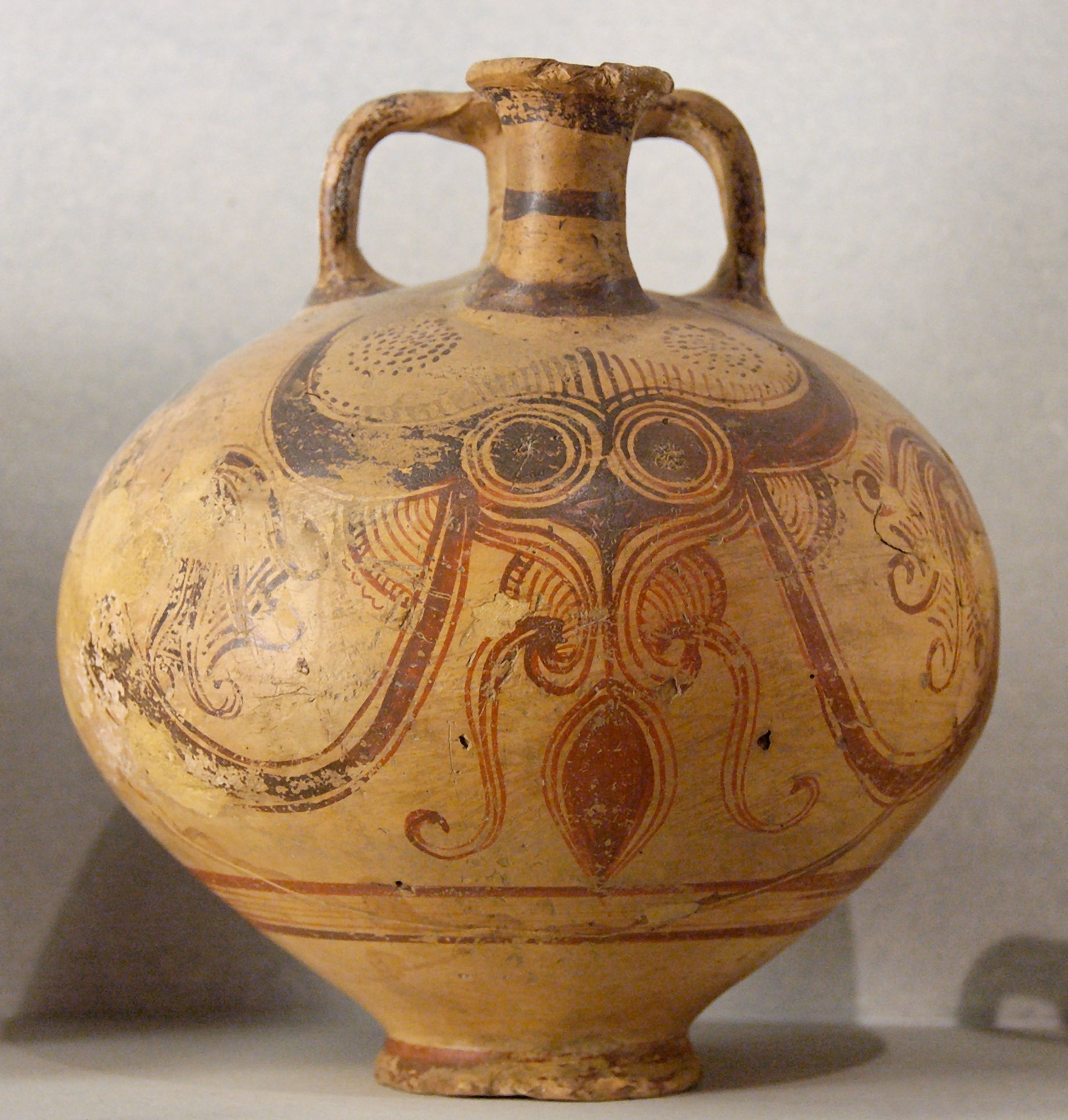
Амфора з острова Родос, пізньоелладський період, близько 1200—1100 до н.е.

У ранньоелладський період в Греції з'являються носії сільськогосподарської культури, з великою ймовірністю — не індоєвропейського походження. Про це суспільство відомо мало, за винятком того, що основні технології обробки бронзи виникли в Анатолії, і елладська культура в цей період підтримувала культурні контакти із Західною Анатолією. Початок ранньоелладського періоду знаменує початок бронзової доби у Греції та хронологічно збігається із приходом Нового царства в Стародавньому Єгипті.
Важливі археологічні пам'ятки ранньоелладського періоду згруповані на Егейському узбережжі у Беотії та Арголіді (Лерна, Пефкакія, Фіви, Тиринф) і на островах поблизу узбережжя, таких, як Егіна (Колона) та Евбея (Лефканді, Маніка). Тут знайдена кераміка із явним західноанатолійським впливом, швидко поширюється технологія швидкого гончарного кола.
У ранньоелладський період II виникає місцевий варіант довгого будинку, іменований мегароном. Проникнення анатолійських культурних шаблонів не супроводжувалося масштабними руйнуваннями. На території Пелопоннесу ранньоелладські археологічні матеріали досі не виявлені.

## Середньоелладська доба (MH)
На теренах Греції середньоелладський період починається із широкого розповсюдження, так званої, «мінійської кераміки» (назву цій кераміці дав відкриватель Трої Генріх Шліман, оскільки перші її зразки були знайдені під час розкопок Орхомена Мінійського — міста в Беотія, за легендами, створеного давнім народом мінійців). Приблизно до 1960 р. мінійська кераміка і в цілому середньоелладські культурні шари вважалися привнесеними у Грецію чужеземцями з півночі, що зчинили значні руйнування близько 1900 до н. е. Пізніше розкопки у Лерні показали безперервність і наступність стилів кераміки. В цілому мінійська кераміка зберігає свій характерний стиль — розписні судини із прямолінійними або абстрактними зображеннями — приблизно до середньоелладського періоду III, коли під впливом кікладської та мінойської культур з'являються судини із криволінійними мотивами і навіть реалістичними зображеннями.
Хронологічно середньоелладський період відповідає Середньому царству Стародавнього Єгипту. Поселення розташовуються щільніше один до одного і зазвичай розташовані на вершинах пагорбів. Поселення цього періоду виявлені у великій кількості на Пелопоннесі і в Центральній Греції (у тому числі в Етолії), а на півночі сягають долини річки Сперхейос. Серед цих поселень детальні розкопки були проведені тільки у Малті (Малфой) в Мессинії, однак найбільш емні археологічні публікації присвячені іншій пам'ятці — Лерні.

## Пізньоелладська доба (LH)
Пізньоелладський період пов'язаний із мікенською культурою. Ця культура в ще більшій мірій, ніж раніше, запозичала традиції Криту та Кіклад, включаючи лінійне письмо Б. Однак домінуючу роль у ній грало грецьке населення. Написи лінійним письмом давньогрецькою мовою нерідко зустрічаються на пізньоелладській кераміці. У пізньоелладський період I та II мінойська кераміка ще зустрічається паралельно із пізньоелладською, однак уже в пізньоелладський період III мінойські стилі кераміки остаточно витіснені. Пізньоелладський період завершується занепадом мікенської цивілізації та вторгненням дорійців, після чого в історії Греції наступають «темні століття».
| Періоди                          | Приблизне датування |
| -------------------------------- | ------------------- |
| Пізньоелладський І               | 1550—1500 до н. е.  |
| Пізньоелладський ІІА             | 1500—1450 до н. е.  |
| Пізньоелладський ІІВ             | 1450—1400 до н. е.  |
| Пізньоелладський IIIA1           | 1400—1350 до н. е.  |
| Пізньоелладський IIIA2           | 1350—1300 до н. е.  |
| Пізньоелладський IIIB1           | 1300—1230 до н. е.  |
| Пізньоелладський IIIB2           | 1230—1190 до н. е.  |
| Пізньоелладський IIIC (ранній)   | 1190—1130 до н. е.  |
| Пізньоелладський IIIC (середній) | 1130—1090 до н. е.  |
| Пізньоелладський IIIC (пізній)   | 1090—1060 до н. е.  |
| Субмікенський                    | 1060—1000 до н. е.  |
| Протогеометричний стиль          | 1000 до н. е.       |